# Ivan Goremykin
Ivan Logginovič Goremykin (rusky Иван Логгинович Горемыкин, 8. listopadu 1839 – 24. prosince 1917) byl ruský politik, ministerský předseda Ruského impéria v letech 1906 a 1914 – 1916 a v letech 1895 – 1899 ministr vnitra.

## Životopis
Ivan Goremykin se narodil v panské rodině Logginu Ivanoviči Goremykinovi. V roce 1860 vystudoval právnickou školu. Tehdy začal působit v senátu, poté byl jmenován komisařem Kongresového Polska. V roce 1866 se stal viceguvernérem Plocké a později Kelecké gubernie. Roku 1873 začal Goremykin působit na ministerstvu vnitra. Krátce působil v ministerstvu spravedlnosti, až se roku 1895 stal ministrem vnitra. V roce 1899 mandát opustil a stal se členem vládní rady.
Před svoláním první státní Dumy 5. května 1906 se Goremykin stal předsedou Rady ministrů, kdy nahradil Sergeje Witta. Do rozpuštění Dumy navrhoval radikální agrární reformy. 21. července 1906 byl ve funkci nahrazen Pjotrem Stolypinem. V roce 1914 se opět stal předsedou Rady ministrů, kterým byl do 20. ledna 1916. Za únorové revoluce byl zatčen. Později byl propuštěn a odešel do Soči, kde byl zabit, když byl jeho dům vykraden.
Za svou službu obdržel Řád svatého apoštola Ondřeje Prvozvaného, Řád sv. Alexandra Něvského, Řád Bílého orla, Řád sv. Anny a Řád sv. Stanislava.